# 민간 보존단

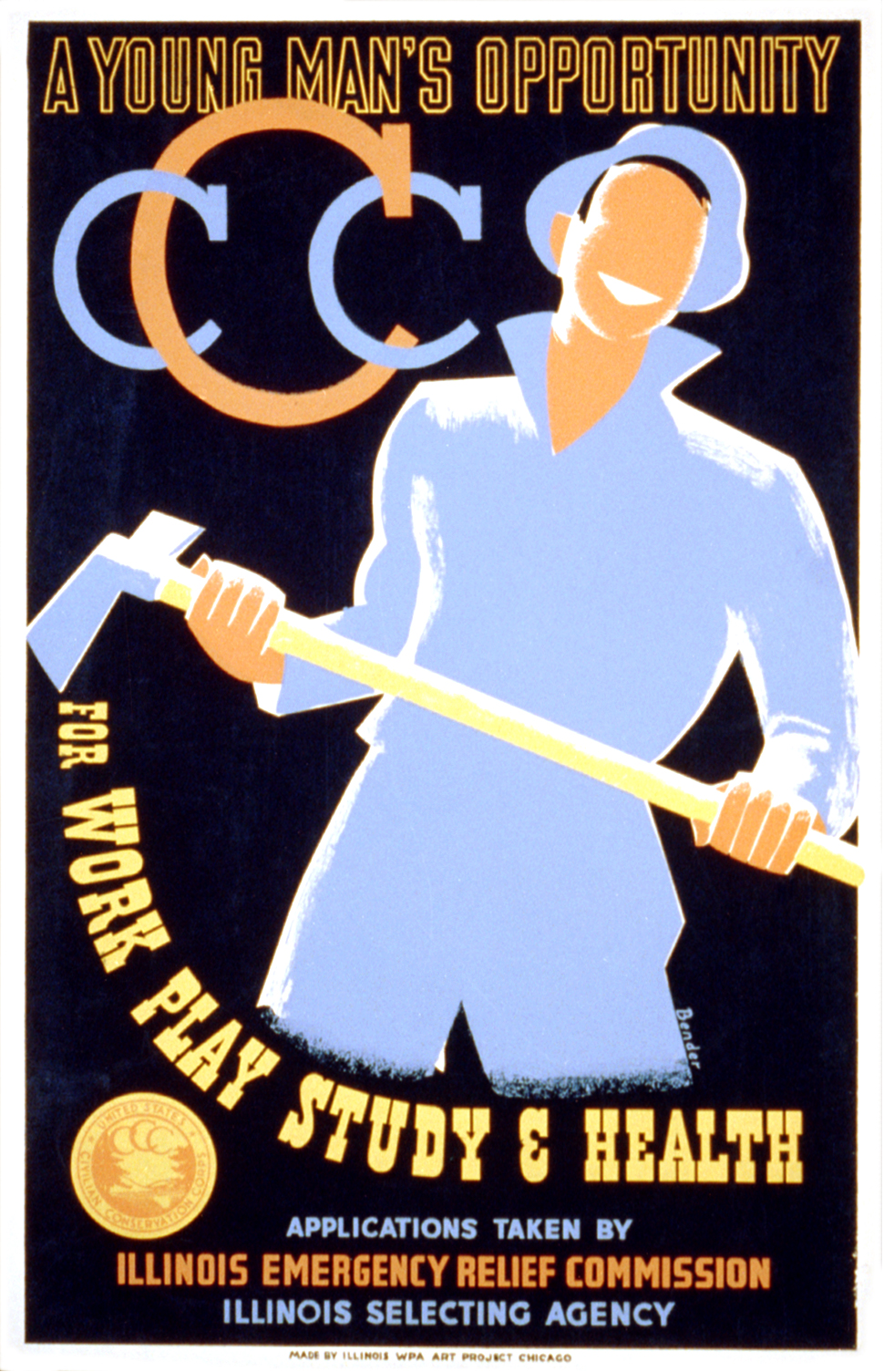
1935년 민간 보존단을 홍보하기 위해 연방 예술 프로젝트의 지원 아래 알버트 M. 벤더가 제작한 포스터

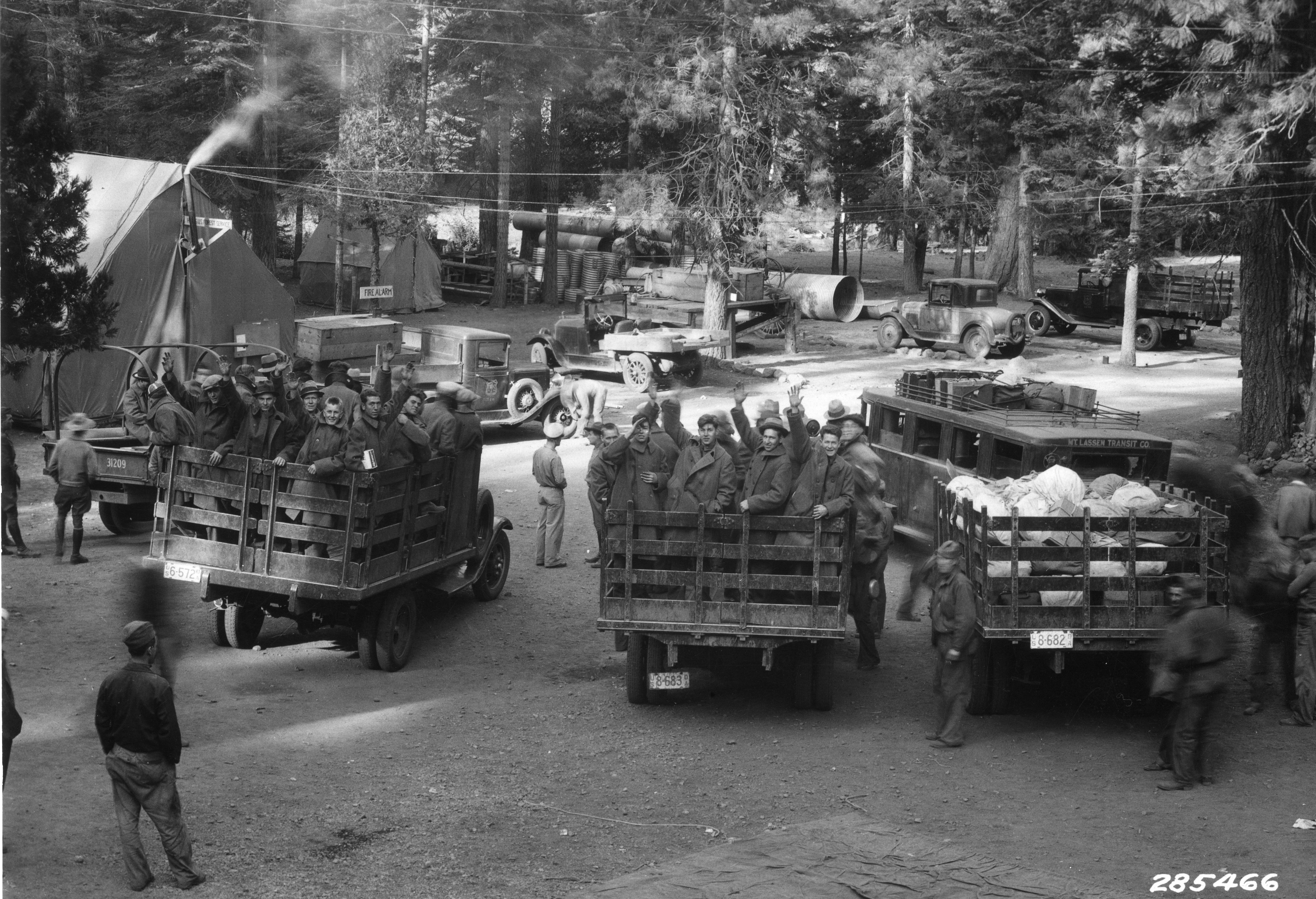
라센 국유림의 캠프를 떠나 집으로 향하는 민간 보존단 청년들.

민간 보존단(영어: Civilian Conservation Corps, CCC)은 1933년부터 1942년까지 미국에서 18~25세의 미혼 남성 실업자들을 대상으로 운영된 봉사적 정부 근로 구제 프로그램으로, 이후에 17~28세까지 연령 범위가 확장되었다. 민간 보존단은 연방, 주와 지방 정부가 소유한 농촌 지역에서 천연자원의 보존 및 개발과 관련된 육체 노동 일자리를 제공한 프랭클린 D. 루스벨트 대통령의 뉴딜 정책의 주요 기관 중 하나였다. 이 기관은 대공황 기간 동안 일자리를 찾는 데 어려움을 겪던 미국 청년들을 대상으로 일자리를 제공해 그 가족들을 구제하는 것을 목표로 가졌으며, 이와 비슷한 목적으로 실업 여성들을 대상으로 한 엘리너 루스벨트가 주창한 여성-여성-여성 캠프(She-She-She Camps)가 있다.
로버트 페크너(Robert Fechner)는 민간 보존단의 초대 책임자였으며 페크너가 사망한 이후로는 제임스 맥켄티(James McEntee)가 뒤를 이었다. 한 번에 가장 많은 등록자가 있었을 때에는 약 30만 명이었으며, 9년 동안 약 300만 명의 청년들이 민간 보존단에 참여하여 의식주를 제공받고 $30(인플레이션을 고려하여 2023년의 $600)의 월급을 받았고, 이 중 $25(인플레이션을 고려하여 2023년의 $500)는 가족에게 보내야 했다.
미국 국민들에게 민간 보존단은 뉴딜 정책 중에서 가장 인기 있었으며 당시 작성된 자료에 따르면 사람들에게 청년들이 민간 보존단에 가입하면 건강해지고 열정이 증가하며 취업 가능성이 높아질 것이라고 믿어졌다. 또한 민간 보존단은 국가의 자연과 천연 자원에 관한 국민들의 관심을 증가시켰으며 천연 자원의 보호 및 개발에 관한 신중하고 포괄적인 국가 프로그램에 대한 필요성을 대두시켰다.
민간 보존단은 재향군인이나 미국 원주민들을 위한 별도의 프로그램을 운영했으며 약 1만 5천여 명의 원주민들이 가입하여 대공황 시기를 견뎌냈다. 그러나 이후 제2차 세계 대전이 격화되어 방위 산업의 인력 증가와 징집이 시작되면서 일자리 구제의 필요성이 줄어들었고 결국 1942년 의회는 이 프로그램을 종료했다.

## 같이 보기
- 미국 기후단

### 주별 민간 보존단
- CCC in Idaho Video produced by Idaho Public Television
- CCC History Archives in Massachusetts
- Rosentreter, Roger L. "Roosevelt's Tree Army: Michigan's Civilian Conservation Corps", with photographs
- Encyclopedia of Oklahoma History and Culture, "Civilian Conservation Corps"
- A New Deal for Texas Parks - interactive web album of CCC activities in Texas
- CCC camps map, a guide to projects in Washington State, with rare photographs. Great Depression in Washington State Project
- Webster M. Pidgeon Papers: Civilian Conservation Corps (CCC) photographs and memorabilia from the Rhode Island State Archives
- Built To Last: The Legacy of the Civilian Conservation Corps in Minnesota

### 개인 캠프
- PelMar Publishing Henderson, James D. Lost in the Woods–The Legacy of CCC Camp Pelican], (2009).
- Siuslaw National Forest; History Department; Portland State University. “Camp 56: An Oral History Project: World War II Conscientious Objectors and the Waldport, Oregon Civilian Public Service Camp” (PDF). 《Center for Columbia River History》. 2013년 6월 4일에 원본 문서 (PDF)에서 보존된 문서. 2013년 8월 15일에 확인함.

### 사진
- Images of the Civilian Conservation Corps on the Oregon State University Archives Flickr Commons page.
- CNY Heritage Digital Library, featuring images of Civilian Conservation Corps members constructing Green Lakes State Park in Central New York (1929–1948).

### 다큐멘터리, TV 영화
- "The Great Depression, Displaced Mountaineers in Shenandoah National Park, and the Civilian Conservation Corps (C.C.C.)", on YouTube
- Youth Jobs Program (CCC) During Great Depression, The March of Time
- President Visits Foresters (CCC), Roosevelt 1933/08/14, newsreel
- Recreation Resources, 1935, West Virginia, available through NARA (National Archives and Records Administration)
- A Nationwide System of Parks 1939, NARA
- Alabama Highlands 1937 Alabama State Parks, NARA
- Down Mobile Way, 1935 Alabama State Parks, NARA
- The Cradle of the Father of Waters, 1938 Minnesota State Parks, Lake Itasca State Park, NARA
- Great Smoky Mountains National Park, 1936, NARA
- Land of the Giants, 1935 California, NARA
- The East Side Kids (Pride of the Bowery, 1941), Leo Gorcey - Bobby Jordan
- American Experience: The Civilian Conservation Corps, PBS American Experience, 2009
- Parks Under the Lone Star, 1933 film detailing Texas CCC projects, Texas Archive of the Moving Image